# Eremotylus sibiricus
Eremotylus sibiricus är en stekelart som beskrevs av Szepligeti 1905. Eremotylus sibiricus ingår i släktet Eremotylus och familjen brokparasitsteklar. Inga underarter finns listade i Catalogue of Life.